# دست‌نوشته‌های بودایی گنداره
دست نوشته‌های بودایی گنداره یا دستنوشته های بودایی قندهار،  کهن‌ترین نوشته‌های بودایی‌اند که تاکنون کشف شده‌است. قدمت این آثار به سده نخست تا سوم پیش از میلاد می‌رسد،  این نوشته‌ها همچنین دیرینه‌ترین دست نوشته‌های هند هستند.  این متون نماینده ادبیات بودایی به زبان گنداری از شمال باختر پاکستان و بخش خاوری افغانستان امروزی اند که به دبیره گانداری نوشته شده‌اند.

## مجموعه‌ها

### مجموعه کتابخانه‌های انگلیس

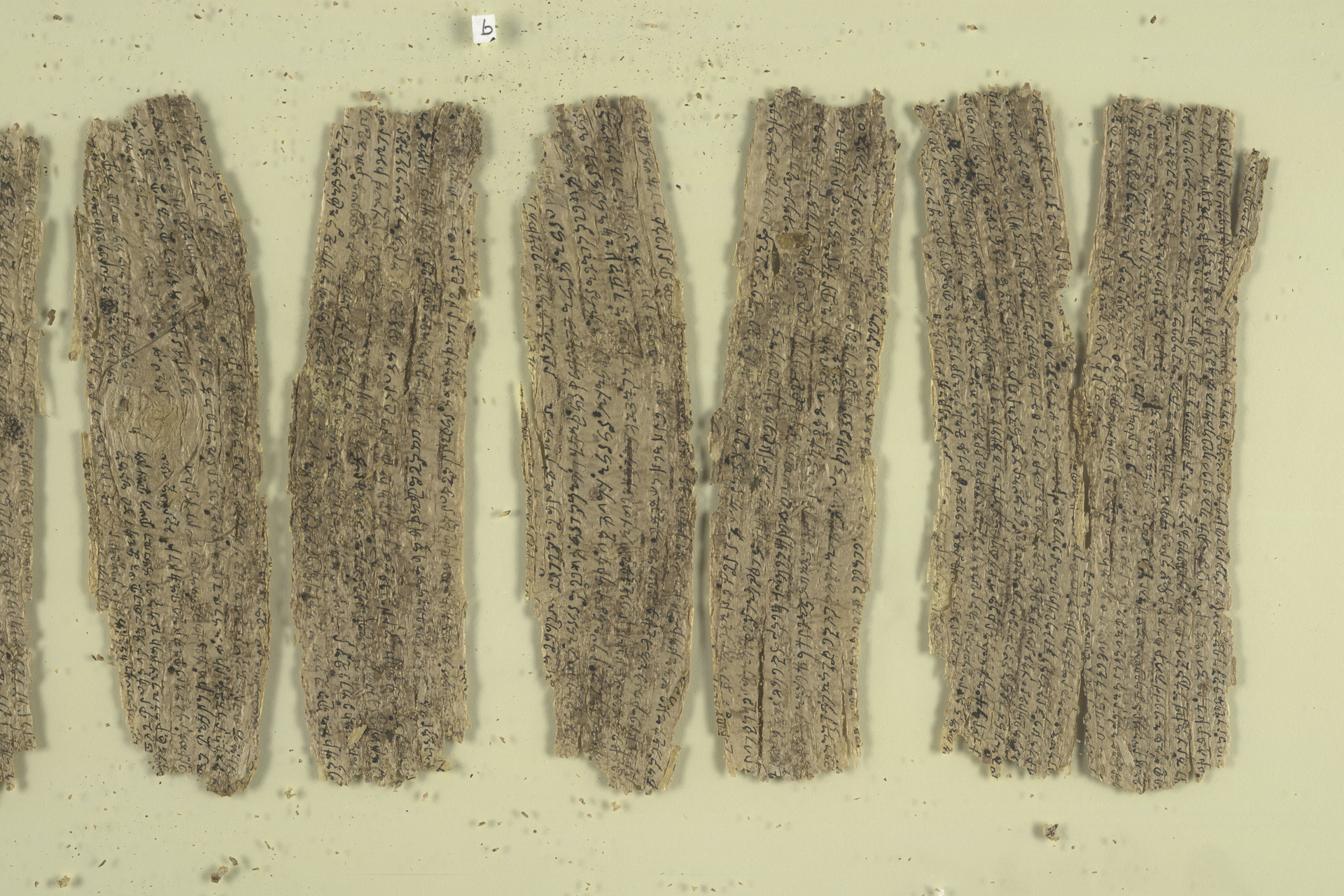
قطعاتی از مجموعه کتابخانه‌های انگلیس که بر روی پوستهٔ درخت غان نوشته شده‌اند.

در سال ۱۹۹۴ کتابخانه بریتانیا یک دسته از هشتاد نوشته‌های گنداری را به دست آورد که قطعاتی از نیمه اول قرن ۱ م. بودند. این نوشته‌ها بر روی پوست درخت غان نوشته شده بودند و در کوزه ای از خاک رس نگهداری گردیده بودند. چنین پنداشته می‌شود که مکان کشف آنها در غرب پاکستان مدفون در خرابه‌های یک صومعه باستانی بوده‌است.

### مجموعه Schøyen
دست نویس های  بودایی در مجموعه شوین بر روی  پوست درخت غان، برگ نخل و پوست گوساله نوشته شده اند. چنین پنداشته می‌شود که آنها در غارهای بامیان، جایی که پناهندگان به دنبال پناهگاه بودند، پیدا شده‌اند. بیشتر این دست نوشته‌ها را یک مجموعه دار نروژی به نام مارتین شواین خریداری کرده‌است، شمار  کمتری نیز در اختیار مجموعه دارهای ژاپنی است.  این دست نویس ها از سده دوم تا هشتم پیش از میلاد مسیح است. 

### دانشگاه واشینگتن
یک نسخه دیگر، که بر روی پوست درخت توس در یک صومعه بودایی به سبک ابیهادرما نوشته شده‌است، از قرن ۱ یا ۲ قبل از میلاد، در سال ۲۰۰۲ توسط کتابخانه‌های دانشگاه واشینگتن از یک مجموعه جمع‌آوری شد. این تفسیر اولیه در مورد آموزه‌های بودا، با موضوع درد و رنج انسان است.